# Ifangni
Ifangni è una città situata nel dipartimento dell'Altopiano nello Stato del Benin con 113 749 abitanti (stima 2013).